# Вращательная ангиография

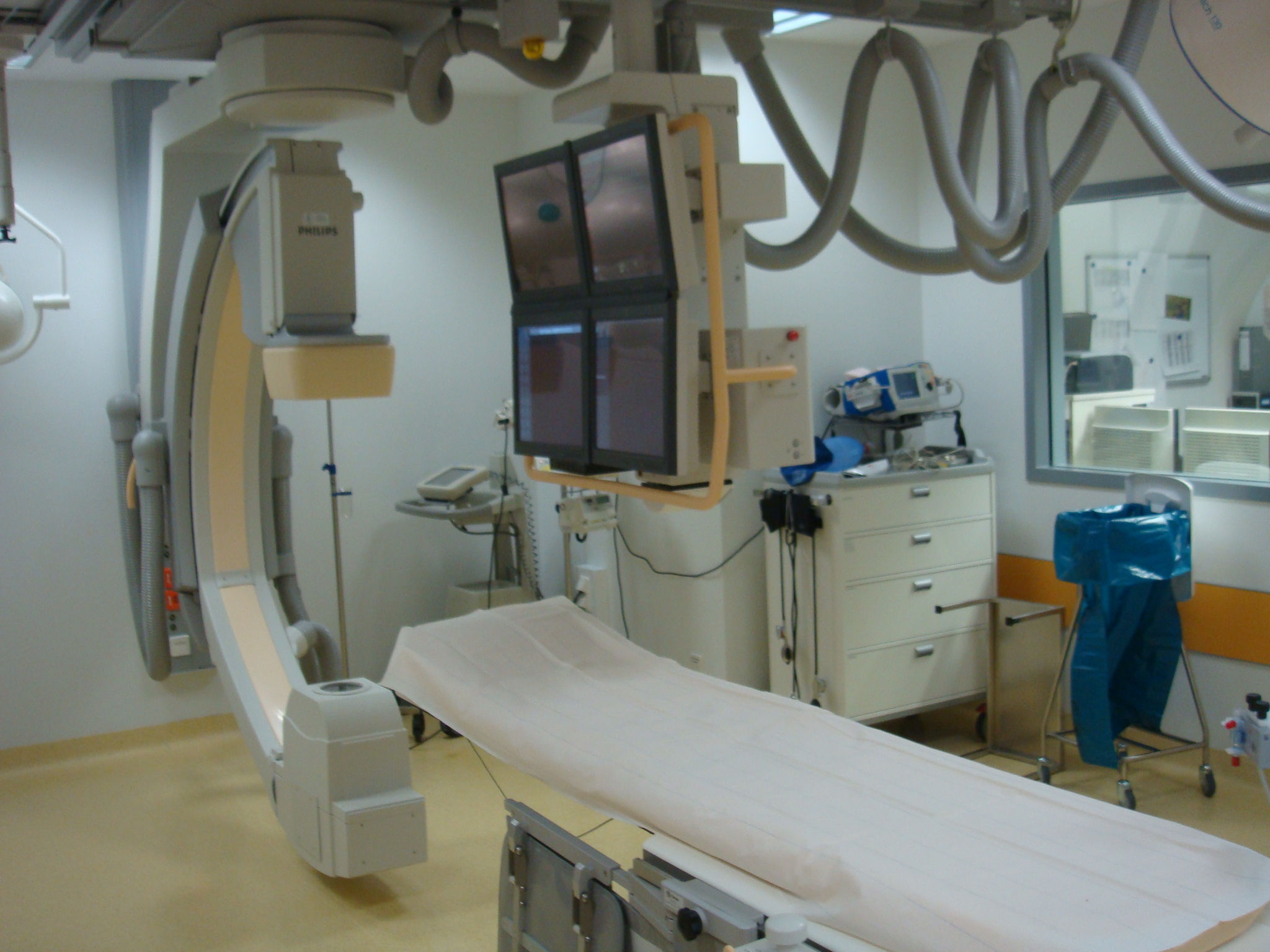
Потолочная С-образная дуга в лаборатории катетеризации сердца

Вращательная ангиография — технология медицинской визуализации, основанная на рентгеновском излучении, которая позволяет получить изображения, похожие на изображение, получаемые с помощью компьютерной томографии. Эта технология медицинской визуализации используется в гибридных операционных или во время установки катетера с помощью фиксированной С-дуги. Для получения изображения фиксированная С-дуга вращается вокруг пациента и получает серию 2-мерных рентгеновских изображений, которые с помощью алгоритмов компьютерной графики реконструируются в 3-мерное изображение.
Синонимами вращательной ангиографии являются термины «плоскопанельная компьютерная томография» (ППКТ) и «конусно-лучевая компьютерная томография» (КЛКТ).
На рынке систем вращательной ангиографии присутствуют следующие производители:
- «Дженерал Электрик» со своим продуктом Innova CT HD (GE Healthcare)
- «Сименс» с DynaCT (Siemens AG)
- «Тошиба» с INFX-8000C + CT (Toshiba Medical Systems)
- «Филипс» с XPerCT (Philips)
- «Симадзу» с Safire 3D-C (Shimadzu  (недоступная ссылка с 09-05-2018 [2506 дней])).